# Remiz pendulinus
El pájaro moscón europeo (Remiz pendulinus) es una especie de ave paseriforme de la familia Remizidae que vive principalmente en Eurasia.

## Descripción
Es un pájaro muy pequeño: mide aproximadamente 10 cm de longitud y pesa alrededor de 10 g.
Presenta cabeza gris con anchas franjas negras, en la frente y ojos, en forma de antifaz. El dorso y la cola son marrones. Las partes inferiores tienen tonos castaños y cremas. El pico es corto y muy puntiagudo.
Las hembras tienen el dorso y el pecho de un tono más claro.

## Distribución
El pájaro moscón europeo es un ave principalmente migratoria, que cría en Europa central y oriental y el oeste de Asia, además de las montaña del sur de Europa y Turquía, y se desplaza a las regiones mediterráneas y del suroeste de Asia para pasar el invierno.

## Comportamiento
Emite un balbuceante y característico zii-ii y breve gorjeo.

### Alimentación
Se alimenta principalmente de insectos y arañas, aunque en su dieta también entran algunas semillas.

### Reproducción
Cría en árboles caducifolios, generalmente a orillas de ríos y lagos con mucha vegetación, ya que necesita árboles apropiados para construir sus nidos colgantes en forma de huevo o bolsa, con un túnel de entrada. Para la construcción de estos usa ramas finas, fibras (ya sean animales o vegetales), telas de arañas, semillas plumosas, etc.
Pone de 5 a 8 huevos, durante el mes de abril. Los huevos son de color blanco mate. Solamente la hembra incuba los huevos. La incubación dura unos 14 días.

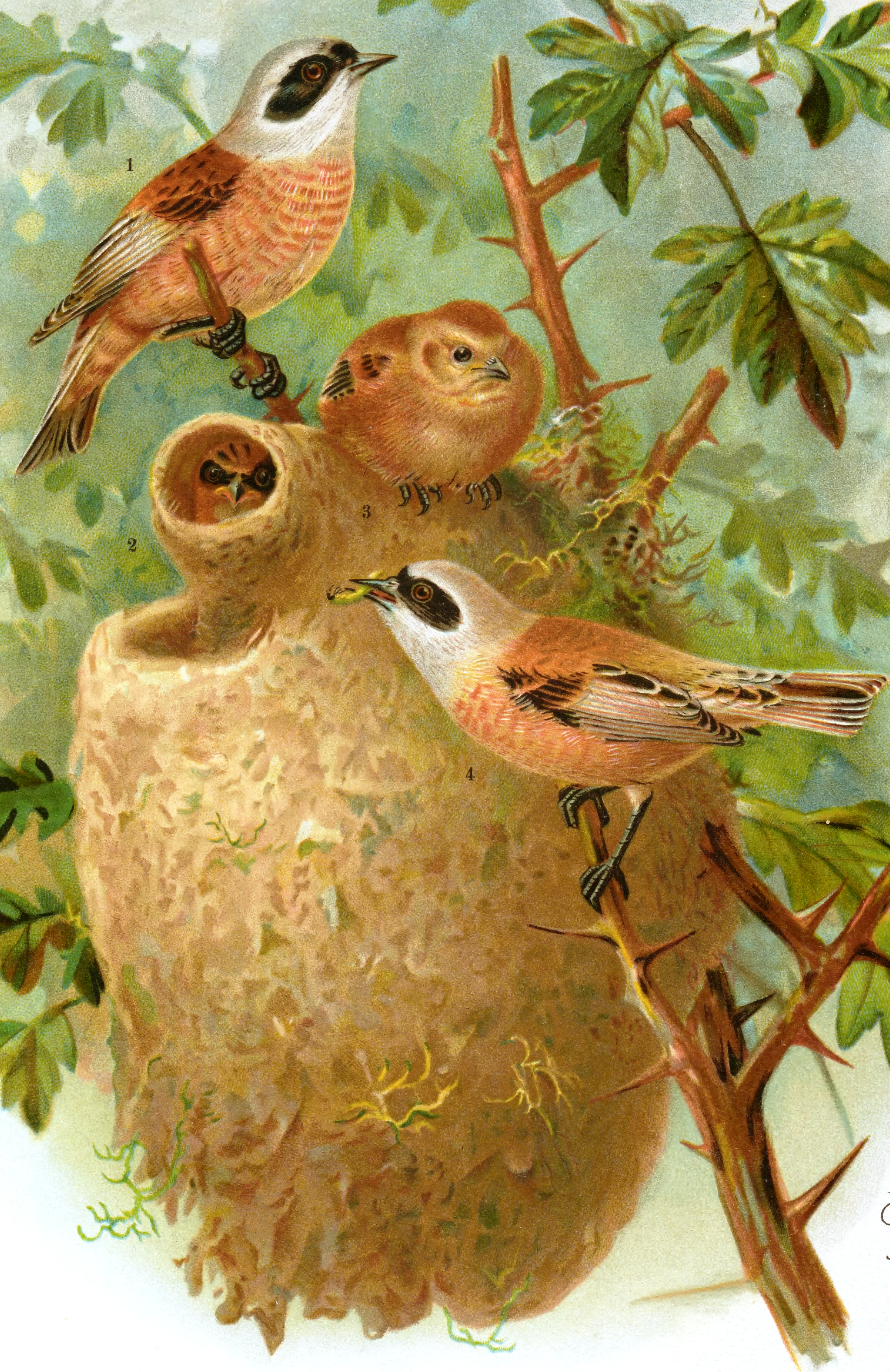
Dibujo de un nido de pájaro moscón.
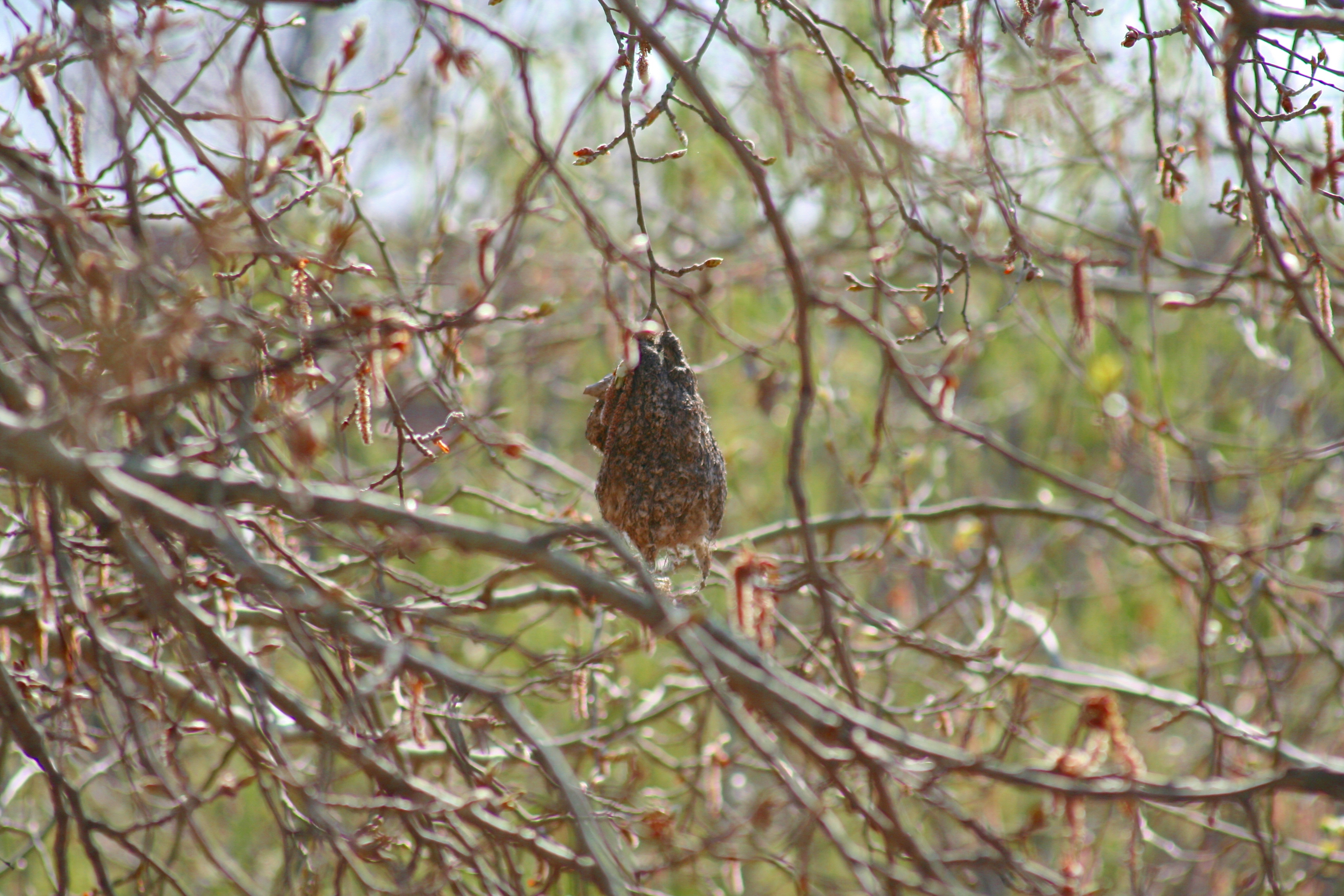
Fotografía de un nido de pájaro moscón en el Parque regional del Sureste, Madrid (España).
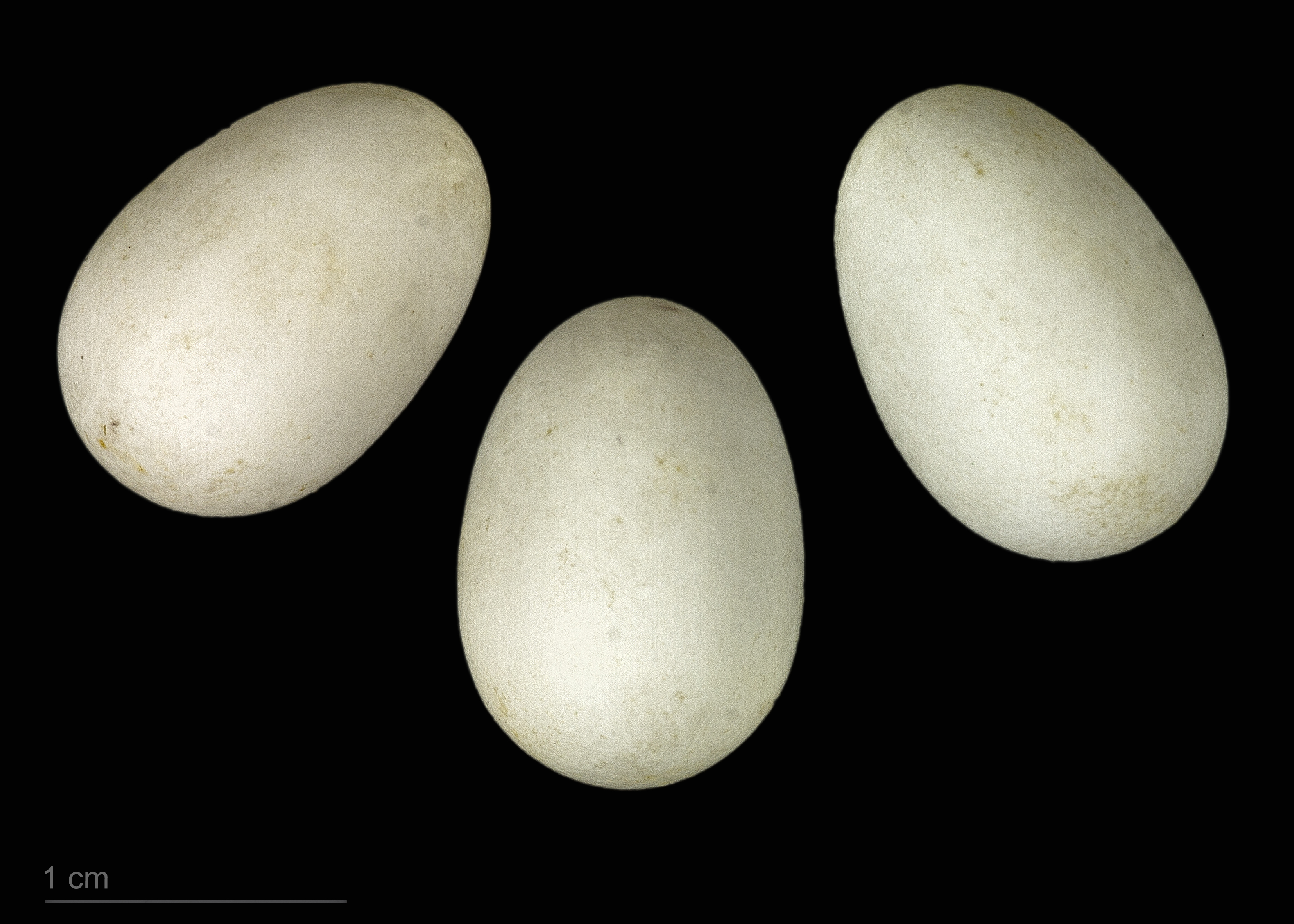
Remiz pendulinus  - MHNT